# Potaliivka, Ivankiv
Potaliivka (în ucraineană Поталіївка) este un sat în comuna Musiikî din raionul Ivankiv, regiunea Kiev, Ucraina.

## Demografie
Componența lingvistică a localității Potaliivka
     Ucraineană (95,98%)
     Rusă (4,02%)
Conform recensământului din 2001, majoritatea populației localității Potaliivka era vorbitoare de ucraineană (95,98%), existând în minoritate și vorbitori de rusă (4,02%).